# Bacillariophytina
Sous-division
Les Bacillariophytina sont l’une des deux sous-divisions des diatomées ou Bacillariophyta.

## Liste des classes
Selon AlgaeBase (8 février 2019) :
- classe des Bacillariophyceae Haeckel
- classe des Mediophyceae (Jousé & Proshkina-Lavrenko) Medlin & Kaczmarska

Selon Paleobiology Database (8 février 2019) :
- classe des Mediophyceae